# Ancylus striatus
Ancylus striatus е вид коремоного от семейство Planorbidae.

## Разпространение и местообитание
Видът е разпространен в Испания (Канарски острови) и Португалия (Азорски острови).
Среща се на надморска височина от -7 до 199 m.